# Архитектонска скулптура
Архитектонска скулптура представљају вајарска дела, које стварају део архитектуре. То су архитектонски елементи као главе стубова, конзоле и вајарске допуне грађевине као што су рељефи, скулптуре и пластике, архитектонска декорација као и штукатура.
Испуњава и одређена мерила архитектуре при формирању спољњег простора (нпр. Велика сфинга у Египту, кип слободе у Њујорку) или их потлачује као у готици и бароку где се покривени зидови ових елемената могу такорећи елиминисати. Ипак арихитектонска скулптура има сличан карактер и у ентеријеру и у екстеријеру. Грађевине декорише или недокнађује архитектонске елементе и тако стварају узајамно јединство. Данас се у савременој архитектури овакве пластике јављају само изузетно. Чешће пак надокнађују урбанистички простор.

## Поделе по функцији
- декоративне 
  - фигуралне
  - биљне
  - зооморфне
  - геометриске
- с идејним (религиозним) значајем